# Sagara (Argapura)
Sagara is een bestuurslaag in het regentschap Majalengka van de provincie West-Java, Indonesië. Sagara telt 1522 inwoners (volkstelling 2010).